# Regionala CFR Cluj
Regionala CFR Cluj este una din cele opt regionale ale CFR. Din anul 1950 își are sediul în Palatul EMKE din Cluj-Napoca.
Regionala de Căi Ferate Cluj deservește județele din nordul Transilvaniei: Bihor, Bistrița-Năsăud, Cluj, Maramureș, Satu Mare și Sălaj